# Nationalisme japonais
 (mai 2009).
Si vous disposez d'ouvrages ou d'articles de référence ou si vous connaissez des sites web de qualité traitant du thème abordé ici, merci de compléter l'article en donnant les références utiles à sa vérifiabilité et en les liant à la section « Notes et références ».
Le nationalisme au Japon est né à la suite de l'ouverture du Japon à l'Occident, de la fin de la période Tokugawa à l'ère Meiji (1853 à 1912), qui s'est faite par la « politique de la canonnière » occidentale induisant la fin du sakoku.

## Ère Meiji
L'ouverture commerciale déguisant une politique colonialiste imposée par le commodore Perry en 1853 par la menace des canons américains est ressentie comme une humiliation nationale et une menace pour l'indépendance nationale, dans la mesure où les puissances occidentales menaient en Asie de l'Est une politique d'expansion coloniale (Guerre de l'Opium, 1840 ; répression sanglante de l'insurrection des Cipayes en Inde, 1857 et 1858) qui touchait des États voisins du Japon, qui se sentait menacé dès la fin du XVIIIe siècle par l'impérialisme occidental.
À la suite du traité de 1854 imposé par Perry, le consul américain Townsend Harris négocie par la menace d'une invasion française et anglaise en cas d'échec des pourparlers un traité refusant au Japon le droit d'installer des barrières douanières aux produits occidentaux et instituant le statut d'exterritorialité pour tout Occidental résidant au Japon, c'est-à-dire qu'il était impossible pour la justice japonaise de poursuivre les crimes commis par les Occidentaux sur le territoire japonais.
N'ayant pas le choix face à une menace militaire, le bakufu (gouvernement du shogun) est contraint de signer ce traité humiliant en 1858. La nature clairement raciste du traité provoque une flambée nationaliste au Japon, résumée par la devise « Respect pour l'Empereur et les Occidentaux dehors » (en japonais Sonnō jōi). La montée de ce nationalisme est à l'origine d'attentats contre les Occidentaux résidant au Japon, ces attentats étant toujours suivis de représailles menées sur les villes japonaises par les flottes occidentales, causant de nombreuses victimes civiles (bombardement de Kagoshima, 1862 ; bombardement de Shimonoseki, 1864).
L'impossibilité de chasser par la force l'impérialisme occidental donne lieu à un nouveau courant nationaliste marqué par le pragmatisme menant à l'ère Meiji ; il consiste à moderniser le Japon selon les technologies occidentales de sorte à donner au pays une puissance qui lui permettrait de repousser les pressions exercées par ces derniers sur l'indépendance nationale. Le shogunat, considéré comme incapable de mener à bien cette œuvre de modernisation, doit être selon les nationalistes remplacé par le pouvoir impérial, ce qui est fait en 1868.
L'une des priorités diplomatiques du gouvernement de Meiji est d'obtenir l'abrogation du traité de 1858, qui sera fait en 1899 (abrogation de l'exterritorialité) et en 1911 (droit de douane reconnu). Dans le dernier cas, la suppression du traité est liée à la guerre russo-japonaise (1904 à 1905), première victoire d'une nation asiatique contre une nation européenne (ayant suscité un immense espoir aux populations alors colonisées par les puissances européennes) ayant conféré un immense prestige à l'Empire japonais que désormais les Occidentaux ne peuvent plus considérer comme une colonie potentielle.
Le contexte politique dans l'Asie Orientale lié à l'ouverture forcée du Japon permet d'affirmer que le nationalisme japonais de l'ère Meiji s'apparente davantage à un nationalisme de défense face aux impérialismes occidentaux, même s'il est possible de voir dans l'annexion de la Corée en 1910 un infléchissement vers un nationalisme expansionniste qui caractérise la politique impériale durant l'ère Shōwa. Contrairement au nationalisme impérialiste des décennies suivantes, celui-ci va en effet de pair avec une occidentalisation désirée. Celle-ci s'exprime de maintes manières, y compris par une culture du chien spécifique, qui conduisait les autorités à valoriser les races britanniques aux dépens des races japonaises, pourchassées comme chiens parias ou errants.

## Époque contemporaine

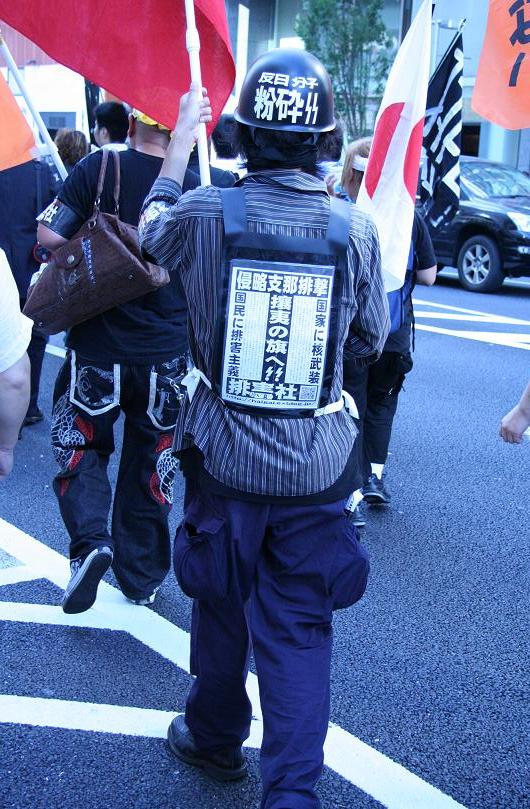
Manifestant japonais d'extrême droite

À la fin des années 1990, on assiste à un renouveau des tendances nationalistes, qui se concrétisent par l'émergence notable du phénomène nouveau des netto uyoku, les activistes de droite de l'internet japonais. Des groupes ultra-nationalistes (uyoku dantai) défilent de temps en temps dans les principales villes du Japon dans leurs bus noirs, en scandant des slogans nationalistes. Mais le phénomène reste marginal, comme le nombre de personnes se recueillant au sanctuaire Yasukuni, qui reste ultra-minoritaire (la majorité des netto uyoku, bien que constituant un phénomène d'importance, restant cantonnés sur internet).
Des groupes de Skinheads d'extrême droite sont également présents au Japon comme les SSS (Samuraï Spirit Skinhead) ou encore Yellowside 28, équivalent de B&H au Japon.
On assiste avec la victoire du Parti démocrate du Japon aux élections législatives japonaises de 2009 à un renouveau des forces d'extrême-droite japonais, qui se créent en opposition à l'extrême-droite traditionnelle, selon eux trop liée à la diaspora coréenne, les zainichi. Les Uyoku dantai sont accusés de vouloir de meilleures relations entre le Japon et la Corée, l'objectif inverse de cette nouvelle droite sur le Netto uyoku. Parmi ces toutes nouvelles organisations, souvent racistes et xénophobes, on compte la Zaitokukai (在特会, « Société contre les droits spéciaux des Coréens au Japon »), qui organise des manifestations d'extrême-droite dans de nombreuses villes japonaises, avec comme revendication principale l'interdiction du droit de vote des étrangers, un des projets du Parti démocrate du Japon, qui vise à donner le droit de vote aux zainichi qui ne sont pas naturalisés.
À la suite de la guerre commerciale que se livrent à partir de 2019 les gouvernements japonais et sud-coréen, la xénophobie anti-coréenne augmente au Japon. Des messages à caractère haineux sont diffusés sur les réseaux sociaux, y compris de la part de personnes ayant des statuts sociaux élevés. Certains médias japonais favorisent également le sentiment anti-coréen, désignant la Corée du Sud comme un « pays mensonger » et « anti-japonais ». Un professeur de l’université Chukyo va jusqu'à déclarer sur la chaîne privée CBC : « Si on trouve des Coréennes au Japon, nous les Japonais, on devrait les violenter ». La xénophobie visant les Coréens n'est cependant pas nouvelle. Certaines maisons d’édition publient depuis les années 1990 des livres « kenkan » (« détester la Corée »), qui propagent la haine contre les Coréens en prônant une vision révisionniste de l’histoire. Certains de ces livres s’écoulent à plusieurs centaines de milliers d'exemplaires.